# Anastassija Konstantinowna Nasarenko
Anastassija Konstantinowna Nasarenko (russisch Анастасия Константиновна Назаренко; * 17. Januar 1993 in Kaliningrad) ist eine russische Rhythmische Sportgymnastin und Olympiasiegerin.
Bei den Olympischen Spielen 2012 in London gewann sie im Alter von 19 Jahren gemeinsam mit Anastassija Blisnjuk, Karolina Sewastjanowa, Xenija Dudkina, Alina Makarenko und Uljana Donskowa die Goldmedaille im Mannschaftswettbewerb vor Belarus und Italien.

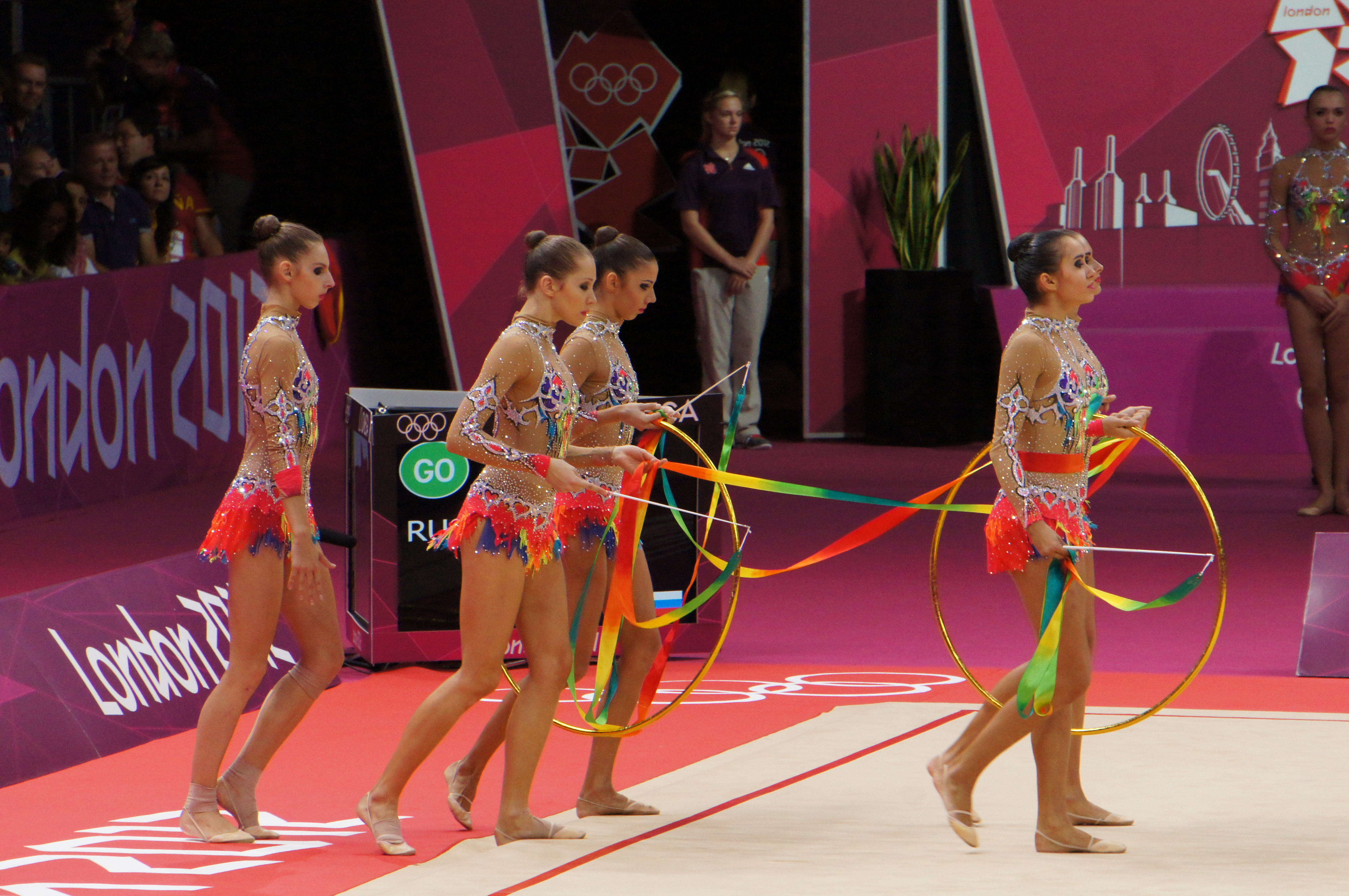
Blisnjuk, Donskowa, Makarenko, Nasarenko und Sewastjanowa (2012)

Bei den Weltmeisterschaften 2010 im heimischen Moskau gewann sie zwei Goldmedaillen (Gruppe-Mehrkampf mit einem Gerät, Gruppe-Mehrkampf mit zwei Geräten) und eine Bronzemedaille (Gruppe-Mehrkampf). 2011 gewann sie im französischen Pérols eine Gold- (Gruppe-Mehrkampf mit einem Gerät) und eine Silbermedaille (Gruppe-Mehrkampf).
Bei den Europameisterschaften 2010 in Bremen gewann sie drei Goldmedaillen (Gruppe Mehrkampf, 5 Reifen, 3 Reifen + 2 Keulen).
Nasarenko lebt in Moskau.

## Auszeichnungen
- 2010:  Verdienter Meister des Sports Russlands[2]
- 2012:  Orden der Freundschaft[2][3]